# Letters to George
Letters to George ist das Debütalbum von John Hollenbeck mit seiner Gruppe George. Die am 26. bis 28. Januar 2022 in den Planet Studios, Montreal, entstandenen Aufnahmen erschienen am 27. Januar 2023 auf dem Label Out of Your Head.

## Hintergrund
Der Gruppenname George leitet sich, wie John Hollenbeck in den Liner Notes hervorhob, vom griechischen Namen Georgios ab, der sich wiederum vom griechischen Wort georgos für „Bauer, Erdarbeiter“ ableitet, dieses wiederum von den Elementen γῆ (ge) für „Erde“ und ergon für „Arbeit“.
Hollenbecks Quartett George würde eine Abkehr von seinem früheren Werk darstellen, notierte Jude Noel; es sei ein Projekt, das sich weitgehend an den unterschiedlichen Geschmäckern seiner Mitglieder orientiere. Der Schlagzeuger spielte das Album mit den drei Multiinstrumentalistinnen Anna Webber (Saxophon, Flöte), Aurora Nealand (Saxophon, Gesang) und Chiquita Magic (Piano, Keyboards, Gesang) ein, nachdem die Band im ersten Jahr der COVID-19-Pandemie gegründet wurde. In dieser Phase hatte die Band zunächst einen einzigen Track „Proof of Concept“ aufgenommen, der sie schließlich davon überzeugte, dass es sich lohnen könnte, die gemeinsamen Ideen weiterzuverfolgen. Die Musiker bereiteten sich auf die Aufnahmen pandemiebedingt aus der Ferne vor, um sich erst im Januar 2022 zum ersten Mal persönlich zu treffen, als Letters to George in Toronto aufgenommen wurde.
Dieses Quartett ist nicht auf Notenständer angewiesen. Hollenbeck bemerkte zur Gruppenkonzeption: „Die Idee, als ich schrieb, war, dass die Kompositionen unterrichtet werden können, ohne dass man Noten braucht, was die verschiedenen Teile der Stücke stark beeinflusst. Ich weiß, dass einige Leute in der Band nicht mal wissen, in welcher Taktart jedes Stück geschrieben ist. Sie haben ihre eigene Beziehung zu dieser Musik. Das ist schon irgendwie cool. Ich liebe das.“
Neben acht Eigenkompositionen Hollenbecks (die er u. a. George Clinton, George Washington Carver, Georgia O’Keeffe, George Floyd und George Saunders widmete) spielte George zwei Coverversionen bekannter Songs ein, zum einen „Bang Bang (My Baby Shot Me Down)“ (1966), bekannt durch Sonny and Cher, zum anderen eine „atmosphärische Rekonstruktion“ von Cyril Tawneys Seemannslied „Grey Funnel Line“.
Chiquita Magic sei wohl die wichtigste Ergänzung dieser Band, einfach weil sie musikalisch von so einem anderen Ort komme, dass sie zwangsläufig den größten Einfluss auf den Rest der Band haben würde, meint S. Victor Aaron (Something Else!). Aus Kolumbien stammend, aber jetzt in Toronto lebend, habe Magic ihre eigene, einzigartige Art von experimentellem, elektronischem Pop geschaffen, der neben anderen zeitgenössischen Formen Funk, Hip-Hop, EDM und Cumbia beinhalte.
Während der Sessions entstanden vier Improvisationen, die im August 2023 unter dem Titel Shorts erschienen.

## Titelliste

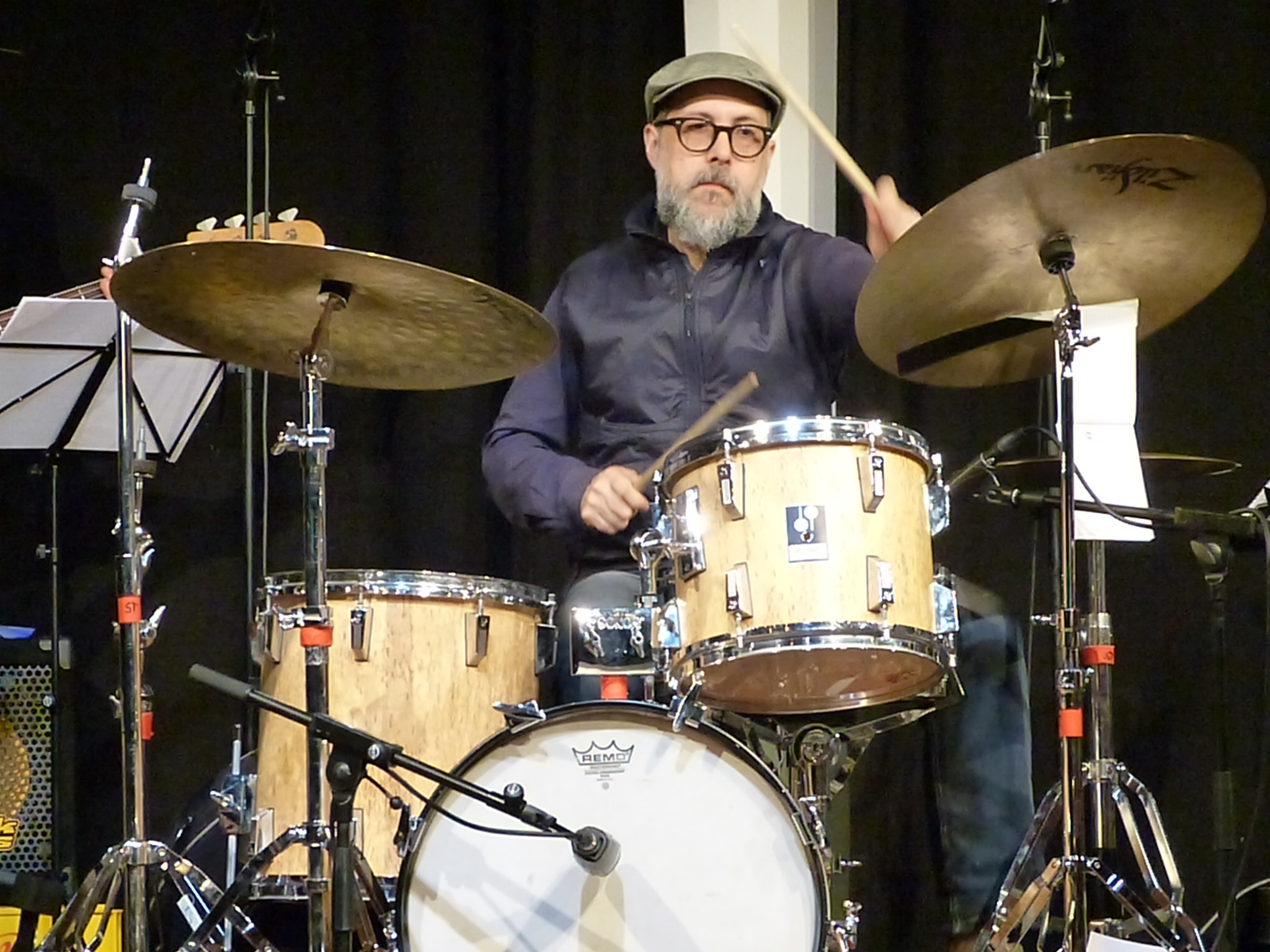
John Hollenbeck im Stadtgarten Köln 2019

- George: Letters to George (Out of Your Head)

1. Earthworker 6:05
2. Clinton 7:02
3. Bang Bang (My Baby Shot Me Down) (Sonny Bono) 3:08
4. Washington Carver 6:56
5. O’Keefe 4:40
6. Can You Imagine This? 3:54
7. Saunders 4:39
8. Floyd 3:40
9. Grey Funnel Line (Cyril Tawney) 5:52
10. Iceman 3:18

Wenn nicht anders vermerkt, stammen die Kompositionen von John Hollenbeck.

## Rezeption

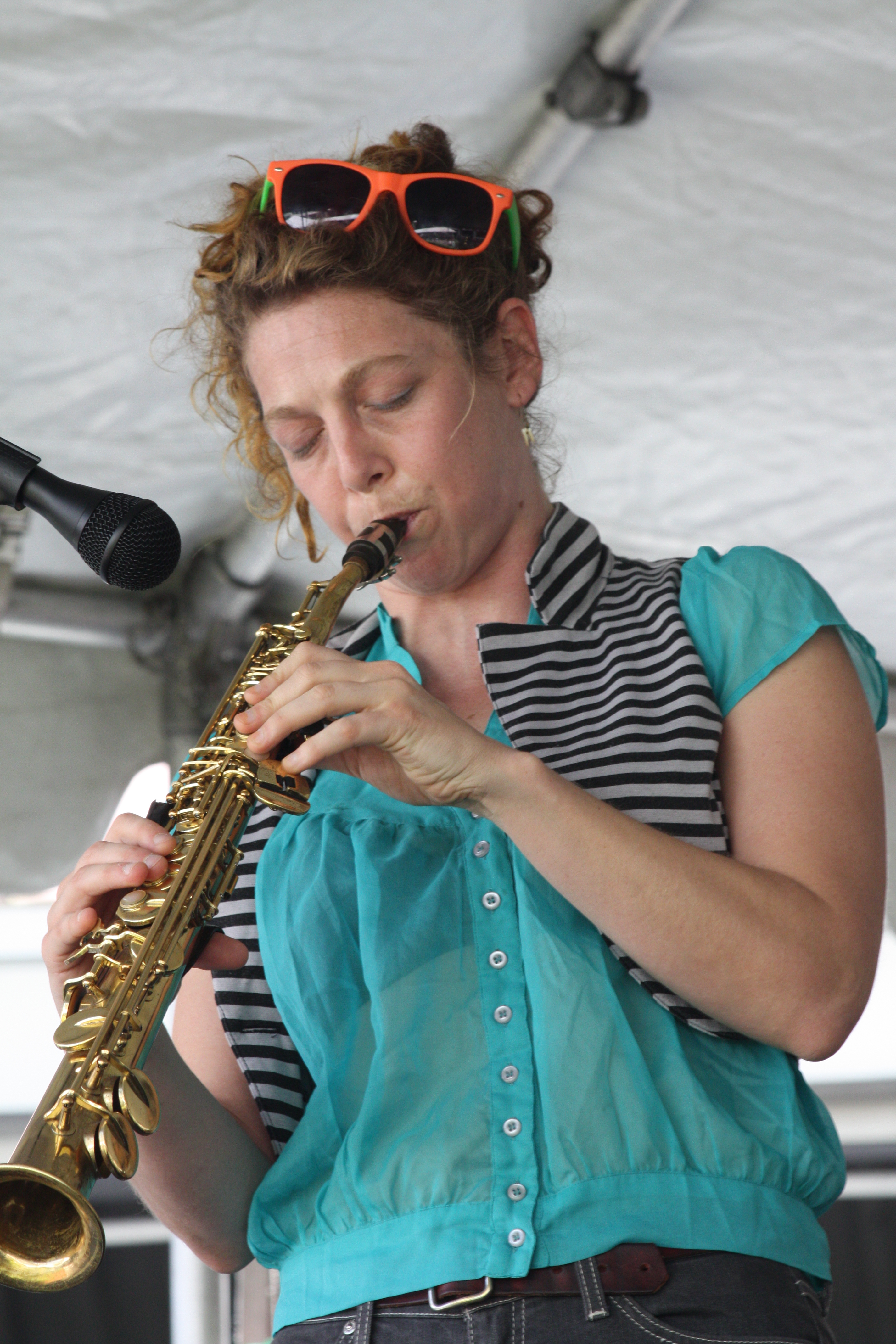
Aurora Nealand beim New Orleans Jazz & Heritage Festival 2014

Im Vergleich zu den kompliziert komponierten, manchmal symphonischen Werken, für die Hollenbeck am besten bekannt ist, sei Georges Debüt eine Übung darin, die Dinge dem Schicksal zu überlassen, schrieb Jude Noel in Pitchfork Media. Die Darbietungen würden impulsiv und lustig wirken, ergänzt durch Klänge, die eher mit Tanzmusik und Alternative Pop als mit Free Jazz in Verbindung gebracht werden. Obwohl ihre Arrangements verwirrend erscheinen mögen, sei Georges Musik durchaus hörbar und betone das harmonische Zusammenspiel. Dennoch würden sich manche Ideen nicht immer sauber zusammenfügen, aber wenn die Band ihre einzigartige Mischung aus Vintage-Funk und futuristischer Electronica in Tracks wie „Washington Carver“ und „Iceman“ auf den Punkt bringe, sei Georges Energie „so ansteckend wie ein perfekter Pop-Song“.
Hollenbecks Fähigkeit, komplexe Rhythmen und Harmonien zu einem eingängigen Ganzen zu verschmelzen, hätte ihm bereits beim Claudia Quintet gute Dienste geleistet und tue dies auch hier, schrieb V. Victor Aaron (Something Else!). „Earthworker“ würde für George die Vorlage dafür bilden, wie Hollenbeck seine altbewährten Prinzipien auf diese modisch klingende Musik anwende. Dieser hätte eine etwas kuriose Auswahl an Musikern versammelt, aber sie zu etwas wirklich Frischem und Überzeugendem geformt. Man könnte dies auf dessen Claudia Quintet beziehen, aber das Gleiche gelte auch für sein neuestes Projekt George.
Letters to George ist nach Ansicht von Michael Rüsenberg „ein heiteres, durchaus auch hintersinniges Motto, um die 10 Stücke dieser CD zu rahmen; locker, sehr locker.“ Auch wenn die Musik von Letters to George nicht ausnotiert sei, sei sie nicht unterkomplex. Sie habe beachtliche „improvisatorische Freiräume und vor allem – sie ist sehr unterhaltsam.“